# Haselsdorf-Tobelbad
Haselsdorf-Tobelbad è un comune austriaco di 1 353 abitanti nel distretto di Graz-Umgebung, in Stiria.